# برموپیروویک اسید
برموپیروویک اسید (به انگلیسی: Bromopyruvic acid) با فرمول شیمیایی C۳H۳BrO۳ یک ترکیب شیمیایی با شناسه پاب‌کم ۷۰۶۸۴ است. که جرم مولی آن ۱۶۶٫۹۵۸۱۲ g/mol می‌باشد. 